# 1930년 전국체육대회 수영
1930년 전국체육대회 수영은 일제강점기 조선 경성부에서 개최된 1930년 전국체육대회의 경기 종목이다. 1930년에 '제1회 전조선수상경기대회'로 개최되었다는 사실 외 개최 기간, 개최 장소, 참가 선수, 경기 결과, 순위 및 기록 등에 대한 정보는 알려져 있지 않은 상태이다.

## 참고 문헌
- 대한체육회 (1990). 《대한체육회 70년사》.
- 대한체육회 (2011). 《대한체육회 90년사》.

| 전국체육대회 수영 |                                    |           |
|                   | 1930년 전국체육대회 수영 경성 1930 | 다음 대회 |
|                   | 1930년 전국체육대회 수영 경성 1930 | 경성 1931 |